# 郭培才 (1980年)
郭培才（1980年11月7日—），河南辉县人，闽江学院教师。曾任大洋镇下苏村第一书记。

## 生平
郭培才为河南辉县人，毕业于河南师范大学。2004年进入闽江学院，先后在金融系、旅游系任教。现为闽江学院创新创业创造学院专职教师。曾获得“龙王”抗洪先进个人、“铸师魂”诗歌朗诵一等奖、优秀辅导员等荣誉及奖项。
2011年1月18日，郭培才作为闽江学院党员驻村干部前往永泰县大洋镇下苏村担任党支部第一书记。他和村民发展当地农业，促进农产品与超市、学校食堂实现对接。同时，他对当地的基础设施和文化建设亦有贡献。2014年1月，任期结束并回到学校。
2016年10月，郭培才成为闽江学院旅游系校友工作领导小组联络人。12月，担任“闽院故事汇”导演。2020年9月，入选福建省创业指导师资库。